# Белла Цонева
Белла Христова Цонева е българска актриса.

## Биография
Родена е на 9 декември 1946 г. в Стара Загора в семейство на учителка и юрист. Завършва актьорско майсторство във ВИТИЗ „Кръстьо Сарафов“ (1968).
Разпределена е в Драматично-куклен театър (Враца), където работи три години (1968 – 1971) и в Драматичен театър „София“ (1971 – 1997). Директор е на Драматичен театър „Крум Кюлявков“ в Кюстендил в периода 2003 – 2005. От началото на 2006 г. е директор на Българския културен институт в Москва, Русия.
Участвала е в повече от 60 роли в театъра и повече от 30 в киното, сред които „Тримата от запаса“, „Осмият“ и др. Работила с най-добрите: режисьорите Вили Цанков, Леон Даниел, Бинка Желязкова, Зако Хеския, Бено Бесон, Асен Шопов; актьорите Стефан Данаилов, Георги Георгиев – Гец, Григор Вачков, Невена Коканова, Антон Горчев, Катя Паскалева, Коста Цонев, Ицко Финци.
Член на САБ (1968).
Омъжва се за поета Иван Динков. Има две деца – Иван и Белла.

## Награди и отличия
- Заслужил артист (1981).
- Награда за женска роля за ролята на (Наташа) в пиесата „Младостта на бащите“ на II национален преглед на младежката пиеса (Русе).
- Наградата Иван Динков за книгата и „На Изток от Иван“ в (Пловдив, 2009)

## Театрални роли
- „Последната нощ на Сократ“ (1986) (Стефан Цанев)
- „Хоро“ (1983) (Антон Страшимиров)
- „Хамлет“ (1983) (Уилям Шекспир)
- „Къща“ (1981)
- „Три сестри“ (1980) (Антон Чехов) – Маша
- „В полите на Витоша“ (Пейо Яворов) – Елисавета
- „Първите“ (Петко Тодоров) – Стефана
- „Луна за несретници“ (Юджийн О'Нийл)

Телевизионен театър
- „Имена и адреси“ (Лилия Тодорова), 2 части
- „Време за любов“ (1983) (Кольо Георгиев)
- „Седем вика в океана“ (1982) (Алехандро Касона)
- „Събитие на шосето Лондон-Калкута“ (1979) (Дончо Цончев)
- „Женитба“ (1977) (Николай Гогол)
- „Ленин влезе в нашия дом“ (1977) (Георги Караславов)
- „Вражалец“ (1976) (от Ст. Л. Костов, реж. Хачо Бояджиев), 2 части, мюзикъл, (Втора реализация)
- „Но преди да станем големи“ (1972) (Владимир Голев)

## Филмография
| Година      | Филми и Сериали                          | Серии | Копродукции                  | Роля                                                            |
| ----------- | ---------------------------------------- | ----- | ---------------------------- | --------------------------------------------------------------- |
| 2001        | Каталии                                  |       |                              | Стояна                                                          |
| 1992        | Куче на пътя – („Un chien sur la route“) |       | Швейцария/Югославия/Германия | Нада Брамич                                                     |
| 1987        | Нощем по покривите                       | 2     |                              | Фани, готвачката                                                |
| 1985        | Женски сърца (тв)                        |       |                              | Дочка, майката на Василчо                                       |
| 1984        | Кажи им, майко, да помнят                | 6     |                              | майката на Галин (в 2 серии: II и V)                            |
| 1984        | В името на народа                        | 8     |                              | жената на Антов                                                 |
| 1982        | Балада за звънците                       |       |                              | съселянка                                                       |
| 1982        | Най-тежкият грях                         |       |                              | Стефанова, жената на Стоян                                      |
| 1982        | Булевардът                               |       |                              | Марта                                                           |
| 1981        | Къде живееш?                             |       |                              | Весела Велева, съпруга на Велев и майка на Борислав             |
| 1980        | Вярност                                  | 2     |                              | съпругата на овчаря Петко                                       |
| 1979        | Булевард                                 |       |                              | Мария, бившата годеница на Йордан                               |
| 1979        | Когато вадиш кестени от огъня            |       |                              |                                                                 |
| 1979        | Сами сред вълци                          | 5     |                              | Лена, съпругата на Никифор Никифоров (в 4 серии: I, II, III, V) |
| 1978        | Федерация на династронавтите             | 3     |                              | майката на Димчо                                                |
| 1977        | Слънчев удар                             |       |                              | Бързашка                                                        |
| 1977        | Бой последен                             |       |                              | Милка                                                           |
| 1977 – 1982 | Четвъртото измерение                     | 6     |                              |                                                                 |
| 1976        | Вината                                   |       |                              | жената на Живко                                                 |
| 1974        | На живот и смърт                         | 3     |                              | Христинка                                                       |
| 1973        | Нона                                     |       |                              | госпожица Ема Шмидт, пътуващата циркаджийка                     |
| 1973        | Последната дума                          |       |                              | Яна                                                             |
| 1971        | Тримата от запаса                        |       |                              | жената на Пейо                                                  |
| 1969        | Осмият                                   |       |                              | снахата                                                         |